# Visualizer
Um visualizer é um elemento audiovisual destinado a acompanhar uma música. Eles tendem a ser menos desenvolvidos do que os videoclipes, que geralmente têm um enredo ou elementos visuais mais complexos. Esse termo surgiu dos softwares que mostram gráficos em resposta ao áudio, como o Windows Media Player. Isso significa que quando um artista publica uma música como um “visualizer”, eles estão argumentando que essa é a representação visual de suas faixas de áudio.

## História e Desenvolvimento
O conceito foi criado pelo MSN em 2012, como uma ferramenta que gera automaticamente clipes para músicas ouvidas através de streaming.. Embora já fosse usado antigamente, ele acabou evoluindo, se transformando em um tipo de vídeo sem estrutura narrativa, geralmente com imagens em looping. O visualizer começou a ganhar forças por volta de 2018 quando Jaden Smith (que também ajudou a popularizar esse formato no mesmo ano), começou a lançar vários vídeos de música neste formato. Um grande sucesso desse formato é a música “Piece of Your Heart” da banda Medusa, que soma 134 milhões de views no Youtube. 
Devido a ser um método que está sendo muito convencional, pelo fato de ser mais econômico produzi-lo, além dele chamar mais atenção do que os videoclipes atualmente e de ser uma maneira fácil de divulgar marca do músico por meio de plataformas de streaming, vários artistas internacionais e nacionais utilizam desse formato como Selena Gomez, Fall Out Boy, Anavitória, Caetano Veloso, Teto, Justin Bieber, Jaden Smith, Jovem Dex e MC Kelvinho.